# Askeri
Askerî (Turco ottomano عسکری, dall'arabo al-'askar, soldato) connotava nello stato medievale ottomano la nobiltà esente da tasse. Negli Askeri erano comprese tutte le persone che servivano lo Stato direttamente, in particolare i membri dell'esercito (seyfiye), i funzionari del tribunale (mülkiye), gli esattori delle tasse (kalemiye) e il clero.
L'appartenenza alla classe degli Asker era indipendente dalla confessione religiosa. Ad esempio, nel XV secolo, metà dell'esercito ottomano in Rumelia era composta da spahi (cavalieri) cristiani.  In alcuni casi gli Askerî potevano trasmettere il loro status privilegiato alla loro prole. I privilegi degli Asker erano evidenziati nei decreti del Sultano, la giurisdizione su di loro apparteneva al Kazasker. Al di sotto degli Askeri c'era la classe tassabile dei Reâyâ.
Inizialmente, il passaggio da una classe a un'altra avveniva raramente. Dal XVI al XVIII secolo, la separazione tra Askerî e Reâyâ divenne sempre più confusa, e Askerî di discendenza contadina, che possedevano proprietà ereditarie, non erano rari. Nel XVIII secolo, la definizione della classe comprendeva anche mercanti e artigiani.